# Superimposing Dynamic Range
Superimposing Dynamic Range ist ein Verfahren zur Kontrasterweiterung für Digital- und Printmedien. So wird es möglich High Dynamic Range-Inhalte auf Low Dynamic Range-Displays oder Medien darzustellen.

## Allgemein
Ein normaler Ausdruck, wie z. B. ein Foto unter natürlichem Licht, bietet ein Kontrastverhältnis von etwa 100:1. Für das menschliche Auge bedeutet dies etwa 130 wahrnehmbare Graustufen. Bei digitalen Monitoren kann, besonders bei hochwertigen, medizinischen Monitoren, ein Kontrast von bis zu 400:1 dargestellt werden, was 200 wahrnehmbaren Graustufen entspricht. Mit diesem, von der Bauhaus-Universität Weimar entwickelten Verfahren, kann ein Kontrast von bis zu 45000:1 (620 wahrnehmbare Graustufen) erzielt werden. Spitzenwerte von bis zu 2750 cd/m² sind somit möglich. Das Verfahren basiert auf dem High Dynamic Range Rendering.
Vollautomatisch tastet eine Kamera ein Bild ab und registriert dieses. Ein auf diese Kamera abgestimmter Projektor wirft dieses Bild mit einer derzeitigen Genauigkeit von 0,33 mm zurück. Dadurch werden die Farbräume und Helligkeiten so projiziert, dass sie zusammen mit den Farbpigmenten des Ausdrucks einen Kontrast erreichen, der selbst dem von Röntgenfilmen gleichkommt bzw. ihn sogar übersteigt.
Das Projekt, unter der Leitung von Oliver Bimber, dient der kosteneffizienten und vor allem einfachen Kontrastintensivierung von Papierausdrucken wie z. B. Büchern, Fotos und radiologischen Bildern. Durch den Einsatz von elektronischem Papier, dem sogenannten E-Paper, werden interaktive Verwendungszwecke möglich. Seit April 2008 ist das Verfahren patentrechtlich geschützt und wird zusammen mit der Osaka University weiterentwickelt.

## Einsatz in der Radiologie
In der Radiologie werden verschiedene Medien zur Dokumentation verwendet. Eines davon ist der Ausdruck auf Papier, meist über DICOM-Print. Diese Ausdrucke werden dem Patienten oder jeweiligen Überweiser übergeben, die allerdings rein der Dokumentation dienen und nicht zur Befundung. Das bisherige Kontrastverhältnis dieser ist auf Grund der Druckperipherie eingeschränkt. Mit Hilfe von SDR wird ein Kontrast möglich, der den eines konventionellen Röntgenfilms um das bis zu sechsfache übersteigt und eine befundungsmögliche Qualität liefert.

## Weitere mögliche Einsatzgebiete
- Astronomie
- Fotografie